# Diecezja Bururi
Diecezja Bururi (łac. Diœcesis Bururiensis) – diecezja rzymskokatolicka w Burundi. Powstała w 1961 z części terenu archidiecezji Gitega i została przyporządkowana to tamtejszej metropolii. W 2006 została sufraganią metropolii bużumburskiej, a w 2009 uzyskała obecny kształt terytorialny.

## Główne świątynie
- Katedra: Katedra Chrystusa Króla w Bururi

## Biskupi diecezjalni
- Joseph Martin MAfr. (1961 – 1973)
- Bernard Bududira (1973 – 2005)
- Venant Bacinoni (2007 – 2020)
- Salvator Niciteretse (od 2020)